# ホンダ・D型エンジン
ホンダ・D型エンジン（ホンダ・Dがたエンジン）は、本田技研工業で製造されていた小型/中型車種用の直列4気筒ガソリンエンジンである。

## 機構

### 3バルブCVCC
- D13A/D15A

北米地域（アメリカ合衆国/カナダ）向けEV型・EW型エンジンの1987年モデルに、“D13A”および“D15A”の型式が与えられたのが始まりとなる。全機種SOHCで、排気バルブの隣にCVCCの特徴である副燃焼室（B.C.トーチ型）が存在する。吸・排気バルブは吸気が2個、排気が1個で、タイミングベルトで駆動されるカムシャフトによりロッカーアームを介し開閉される。4連シリンダーボアのアルミダイカスト製シリンダーブロックを用いる。
キャブレター（ダウンドラフト、固定ベンチュリ）仕様とPGM-FI（マルチポイント-インテークマニホールド噴射）仕様の2種類があり、排気ガス浄化のために三元触媒に加え排気2次エアー供給システムが装備されている。

### 4バルブSOHC
- D12A/D13B/D14A/D15B/D16A

従来のER型、EV型およびEW型の後継エンジンにあたる。4代目シビックの発売当時には「HYPER 16VALVE ENGINE」の呼称が用いられていた。吸・排気バルブはそれぞれ2個ずつで、アルミ製ロッカーアームで開閉される。点火プラグが燃焼室の天井中央部に取付けられているが、カムシャフトを避けるために上側を吸気バルブ側に傾けている。
燃料供給装置は搭載する車種や販売する国の排出ガス規制に合わせ、キャブレター（ダウンドラフト、固定ベンチュリ及びサイドドラフト、可変ベンチュリ型）仕様とPGM-FI（マルチポイント及びデュアルポイント-スロットルボディ噴射）仕様が用意される。キャブレターには空燃比をより精密に制御するための2次エアが導入されている（PGM-CARB.：電子制御キャブレター）。エキゾーストマニホールドも直下CAT、4-1集合や4-2-1集合仕様が存在する。A型エンジンなどに続きCVCCは採用されていない。

### SOHC VTEC
- D15B/D16A/D17A

高出力と実用性を両立するために、可変バルブタイミング・リフト機構が装備されている。当初は吸気側カムシャフトにのみハイ／ロー2種類のカム駒を設け、そこに接するロッカーアームを切り替え、吸排気バルブの開閉タイミング（バルブタイミング）とリフト量を変化させていた。
その後、吸気バルブのうち片方をほぼ休止することにより燃焼室内にスワールを形成させ、燃焼速度の向上を図りリーンバーン運転をする「VTEC-E」が登場し、SOHC VTECとVTEC-Eを統合した「3ステージVTEC」（低速域：吸気バルブのうち片方をほぼ休止しリーンバーン運転、中速域：吸気バルブ2バルブ運転、高速域：ハイカムによる高出力運転）が登場した。
最終的には、ロッカーアームのカムとの摺動部にローラーフォロアを適用しフリクションの低減を図り、ダイレクトイグニッションを適用し燃焼の改善を行なった。

### 2バルブSOHC
- D13B/D15B

低速域性能を重視し、対角線上の吸・排気バルブを1つずつ削減した8バルブ仕様である。D13Bでは性能が66PS/11.3kgf·mと、16バルブ仕様に比べて最大出力・トルクとも控えめであるが、1,300rpmで最大トルクの90%を、そして2,500rpmで最大トルクを発生し「ハーフスロットル高性能」と称していた。
USA向けには超低燃費仕様も存在しており、2代目CIVIC CRX HFはCity mode:41MPG（20.3km/L）/Highway mode:50MPG（24.8km/L）の燃費性能を実現している。

## 歴史
- 1986年10月31日に発売された2代目シティに、SOHC 4バルブ 1,200ccのD12Aが初めて採用された。
- 1987年9月9日に発売された4代目シビック及び2代目CR-Xに、1,300ccのD13B、1,500ccのD15Bが採用された。以後このクラスの主力エンジンとなった。D15BにはシングルキャブやPGM-FI仕様の他、CVデュアルキャブ仕様も存在した。
- 1991年9月10日に発売された5代目シビックに、低燃費化を計った吸気バルブ片側休止のVTEC-Eと通常のVTECを装着したD15Bが初めて採用された。
- 1995年9月4日に発売された6代目シビックに、燃費と出力を両立した3ステージVTECを装着したD15Bが初めて採用された。
- 1996年10月3日に発表されたロゴに、低・中回転域のトルクを重視した2バルブ仕様のD13Bが採用された。
- 1998年6月に発売された初代シビックGXに、天然ガス仕様のD16Aが採用された。
- 2006年11月30日にエディックスのマイナーチェンジによって、D型エンジンの生産も終了した。

## バリエーション

### D12A
- 弁機構：SOHC ベルト駆動 吸気2 排気2
- 排気量：1,237cc
- 内径×行程：72.0mm×76.0mm
- 燃料供給装置形式：キャブレター
- 参考スペック（GA1 シティ）
  - 最高出力：56kW(76PS)/6,500rpm
  - 最大トルク：98N·m(10.0kgf·m)/4,000rpm

### D13A
- 弁機構：SOHC CVCC ベルト駆動 吸気2 排気1
- 排気量：1,342cc
- 内径×行程：74.0mm×78.0mm
- 燃料供給装置形式：キャブレター
- 参考スペック（EC2 シビック）
  - 最高出力：45kW(60hp)/5,500rpm
  - 最大トルク：99N·m(73ft·lbf)/3,500rpm

### D13B
シングルキャブレター
- 弁機構：SOHC ベルト駆動 吸気2 排気2
- 排気量：1,343cc
- 内径×行程：75.0mm×76.0mm
- 燃料供給装置形式：キャブレター
- 参考スペック（EG3 シビック）
  - 最高出力：63kW(85PS)/6,300rpm
  - 最大トルク：105N·m(10.7kgf·m)/4,500rpm

2バルブ
- 弁機構：SOHC ベルト駆動 吸気1 排気1
- 排気量：1,343cc
- 内径×行程：75.0mm×76.0mm
- 燃料供給装置形式：電子制御燃料噴射式（PGM-FI）
- 参考スペック（GA3 ロゴ）
  - 最高出力：49kW(66PS)/5,000rpm
  - 最大トルク：111N·m(11.3kgf·m)/2,500rpm

PGM-FI
- 弁機構：SOHC ベルト駆動 吸気2 排気2
- 排気量：1,343cc
- 内径×行程：75.0mm×76.0mm
- 燃料供給装置形式：電子制御燃料噴射式（PGM-FI）
- 参考スペック（EK2 シビック）
  - 最高出力：67kW(91PS)/6,300rpm
  - 最大トルク：114N·m(11.6kgf·m)/4,800rpm

### D13C
シングルキャブレター
- 弁機構：SOHC ベルト駆動 吸気2 排気2
- 排気量：1,296cc
- 内径×行程：73.7mm×76.0mm
- 燃料供給装置形式：電子制御キャブレター（PGM-CARB）
- 参考スペック（GA2 シティ）
  - 最高出力：60kW(82PS)/6,500rpm
  - 最大トルク：103N·m(10.5kgf·m)/4,000rpm

PGM-FI
- ：SOHC ベルト駆動 吸気2 排気2
- 排気量：1,296cc
- 内径×行程：73.7mm×76.0mm
- 参考スペック（GA2 シティ）
  - 最高出力：74kW(100PS)/6,500rpm
  - 最大トルク：114N·m(11.6kgf·m)/5,500rpm
- 燃料供給装置形式：電子制御燃料噴射式（PGM-FI）

### D14A
デュアルキャブレター
- 弁機構：SOHC ベルト駆動 吸気2 排気2
- 排気量：1,396cc
- 内径×行程：75.0mm×79.0mm
- 燃料供給装置形式：キャブレター（CVデュアルキャブレター）
- 参考スペック（ED2 シビック）
  - 最高出力：67kW(90hp)/6,300rpm
  - 最大トルク：112N·m(13.2kgf·m)/4,500rpm

PGM-FI
- 弁機構：SOHC ベルト駆動 吸気2 排気2
- 排気量：1,396cc
- 内径×行程：75.0mm×79.0mm
- 燃料供給装置形式：電子制御燃料噴射式（PGM-FI）
- 参考スペック（MA8 シビック）
  - 最高出力：66kW(89hp)/6,100rpm
  - 最大トルク：117N·m(11.9kgf·m)/5,000rpm

Dual point PGM-FI
- 弁機構：SOHC ベルト駆動 吸気2 排気2
- 排気量：1,396cc
- 内径×行程：75.0mm×79.0mm
- 燃料供給装置形式：電子制御燃料噴射式（Dual point PGM-FI）
- 参考スペック（EJ9 シビック）
  - 最高出力：56kW(75hp)/5,700rpm
  - 最大トルク：112N·m(11.4kgf·m)/3,000rpm

### D15A
シングルキャブレター

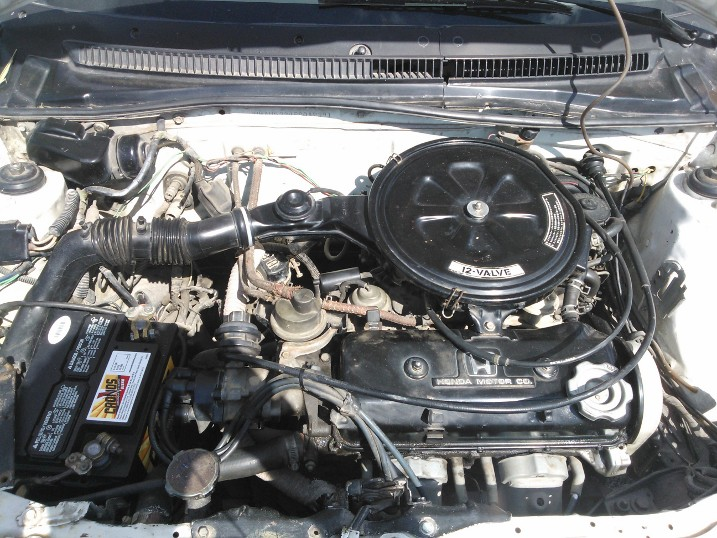
D15A

- 弁機構：SOHC CVCC ベルト駆動 吸気2 排気1
- 排気量：1,488cc
- 内径×行程：74.0mm×86.5mm
- 燃料供給装置形式：キャブレター
- 参考スペック（EC5 シビックワゴン）
  - 最高出力：57kW(76hp)/5,500rpm
  - 最大トルク：114N·m/3,500rpm

PGM-FI
- 弁機構：SOHC CVCC ベルト駆動 吸気2 排気1
- 排気量：1,488cc
- 内径×行程：74.0mm×86.5mm
- 燃料供給装置形式：電子制御燃料噴射式（PGM-FI）
- 参考スペック（EC3 シビック）
  - 最高出力：68kW(91hp)/5,500rpm
  - 最大トルク：126N·m/4,500rpm

### D15B
シングルキャブレター

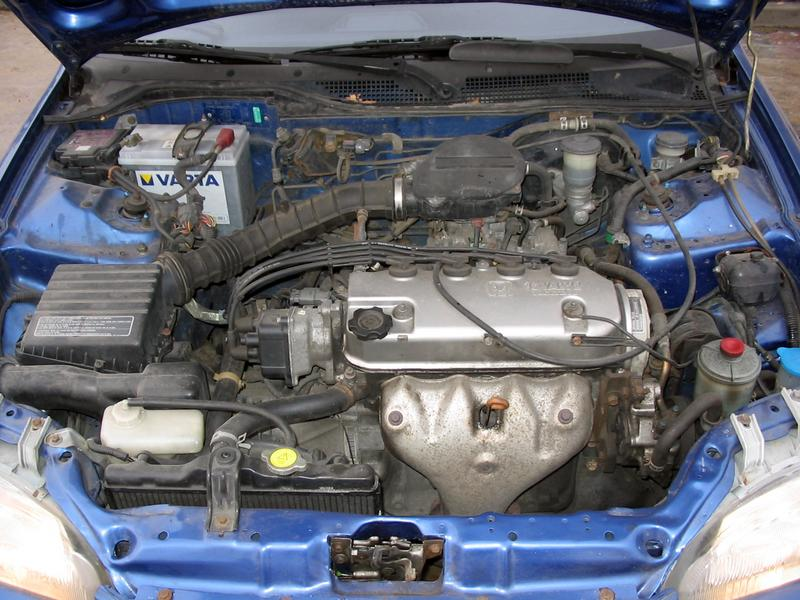
D15B Dual point PGM-FI

- 弁機構：SOHC ベルト駆動 吸気2 排気2
- 排気量：1,493cc
- 内径×行程：75.0mm×84.5mm
- 燃料供給装置形式：キャブレター
- 参考スペック（EF2 シビック）
  - 最高出力：67kW(91PS)/6,000rpm
  - 最大トルク：119N·m(12.1kgf·m)/4,000rpm

デュアルキャブレター
- 弁機構：SOHC ベルト駆動 吸気2 排気2
- 排気量：1,493cc
- 内径×行程：75.0mm×84.5mm
- 燃料供給装置形式：キャブレター（CVデュアルキャブレター）
- 参考スペック（EF6 CR-X）
  - 最高出力：77kW(105PS)/6,500rpm
  - 最大トルク：129N·m(13.2kgf·m)/4,500rpm

Dual point PGM-FI
- 弁機構：SOHC ベルト駆動 吸気2 排気2
- 排気量：1,493cc
- 内径×行程：75.0mm×84.5mm
- 燃料供給装置形式：電子制御燃料噴射式（Dual point PGM-FI）
- 参考スペック（ED6 シビック）
  - 最高出力：69kW(92hp)/6,000rpm
  - 最大トルク：119N·m/4,500rpm

PGM-FI
- 弁機構：SOHC ベルト駆動 吸気2 排気2
- 排気量：1,493cc
- 内径×行程：75.0mm×84.5mm
- 燃料供給装置形式：電子制御燃料噴射式（PGM-FI）
- 参考スペック（EU1 シビック）
  - 最高出力：77kW(105PS)/5,800rpm
  - 最大トルク：135N·m(13.8kgf·m)/4,200rpm

2バルブ
- 弁機構：SOHC ベルト駆動 吸気1 排気1
- 排気量：1,493cc
- 内径×行程：75.0mm×84.5mm
- 燃料供給装置形式：電子制御燃料噴射式（PGM-FI）
- 参考スペック（ED8 CR-X HF）
  - 最高出力：54kW(72hp)/4,500rpm
  - 最大トルク：113N·m(83 ft·lbf)/2,200rpm

VTEC

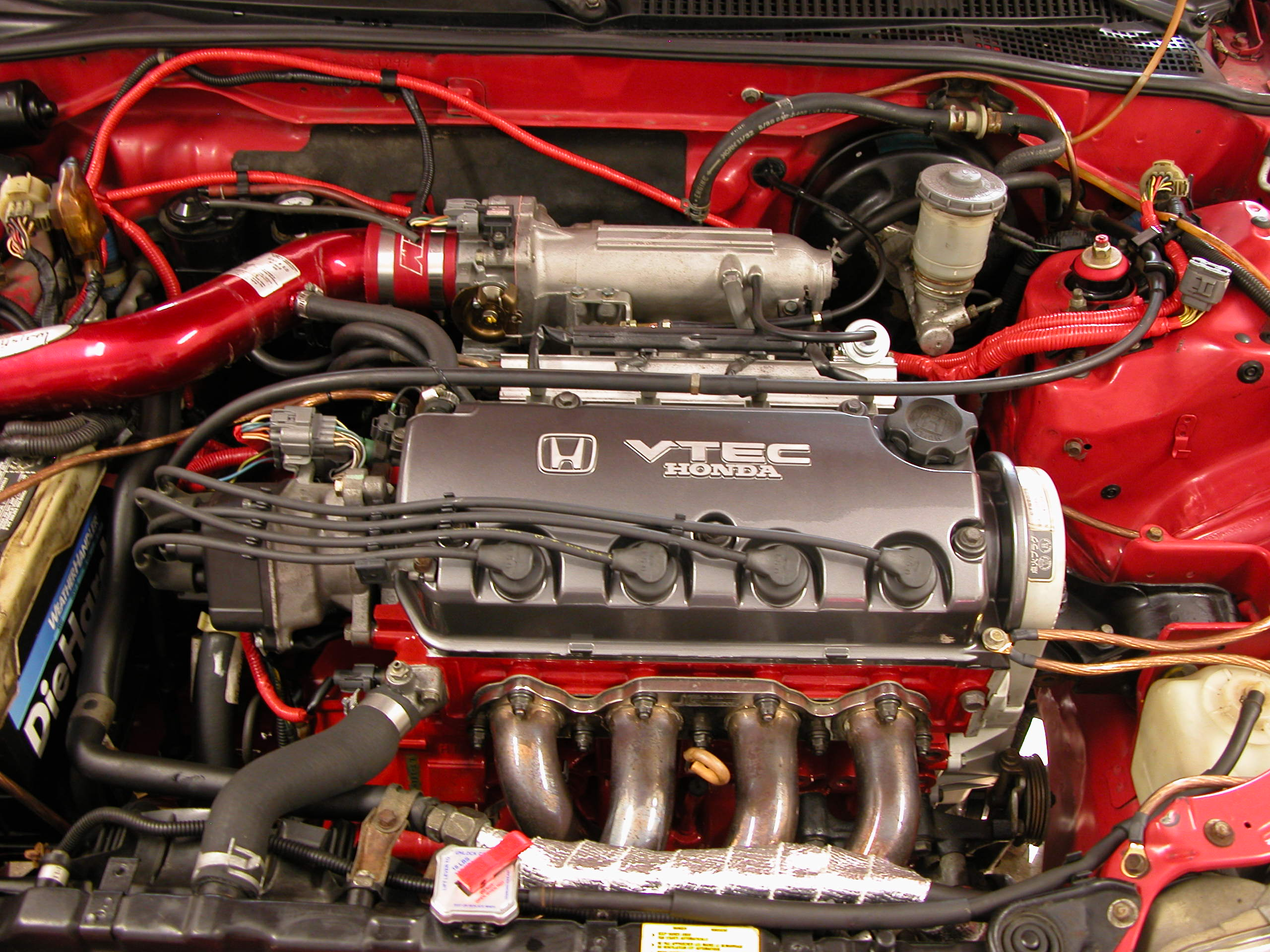
D15B VTEC

- 弁機構：SOHC VTEC ベルト駆動 吸気2 排気2
- 排気量：1,493cc
- 内径×行程：75.0mm×84.5mm
- 燃料供給装置形式：電子制御燃料噴射式（PGM-FI）
- 参考スペック（EG4 シビック）
  - 最高出力：96kW(130PS)/6,800rpm
  - 最大トルク：138N·m(14.1kgf·m)/5,200rpm

VTEC-E
- 弁機構：SOHC VTEC-E ベルト駆動 吸気2 排気2
- 排気量：1,493cc
- 内径×行程：75.0mm×84.5mm
- 燃料供給装置形式：電子制御燃料噴射式（PGM-FI）
- 参考スペック（EG4 シビック）
  - 最高出力：69kW(94PS)/5,500rpm
  - 最大トルク：131N·m(13.4kgf·m)/4,500rpm

3 Stage VTEC
- 弁機構：SOHC 3 Stage VTEC ベルト駆動 吸気2 排気2
- 排気量：1,493cc
- 内径×行程：75.0mm×84.5mm
- 燃料供給装置形式：電子制御燃料噴射式（PGM-FI）
- 参考スペック（EK3 シビック）
  - 最高出力：96kW(130PS)/7,000rpm
  - 最大トルク：139N·m(14.2kgf·m)/5,300rpm

### D16A
PGM-FI
- 弁機構：SOHC ベルト駆動 吸気2 排気2
- 排気量：1,590cc
- 内径×行程：75.0mm×90.0mm[3]
- 圧縮比：9.4
- 燃料供給装置形式：電子制御燃料噴射式（PGM-FI）
- 参考スペック（EK5 シビックフェリオ）
  - 最高出力：88kW(120PS)/6,400rpm
  - 最大トルク：144N·m(14.7kgf·m)/5,000rpm

VTEC
- 弁機構：SOHC VTEC ベルト駆動 吸気2 排気2
- 排気量：1,590cc
- 内径×行程：75.0mm×90.0mm
- 圧縮比：9.6
- 燃料供給装置形式：電子制御燃料噴射式（PGM-FI）
- 参考スペック（GH3 HR-V）
  - 最高出力：92kW(125PS)/6,700rpm
  - 最大トルク：144N·m(14.7kgf·m)/4,900rpm

VTEC-E
- 弁機構：SOHC VTEC-E ベルト駆動 吸気2 排気2
- 排気量：1,590cc
- 内径×行程：75.0mm×90.0mm
- 圧縮比：9.4
- 燃料供給装置形式：電子制御燃料噴射式（PGM-FI）
- 参考スペック（MB4 ドマーニ）
  - 最高出力：88kW(120PS)/6,500rpm
  - 最大トルク：144N·m(14.7kgf·m)/5,000rpm

### D17A
- 弁機構：SOHC VTEC ベルト駆動 吸気2 排気2
- 排気量：1,668cc
- 内径×行程：75.0mm×94.4mm
- 圧縮比：9.9
- 燃料供給装置形式：電子制御燃料噴射式（PGM-FI）
- 参考スペック（EU3 シビック）
  - 最高出力：96kW(130PS)/6,300rpm
  - 最大トルク：155N·m(15.8kgf·m)/4,800rpm

## 搭載車種
D12A
- シティ （GA1）

D13A
- シビック （EC2）

D13B
- シビック （EF1/EG3/7/EK2）
- ロゴ （GA3/5）
- パートナー （EY6）

D13C
- シティ （GA2）

D15A
- シビック （EC3/4/5/6）
- CR-X （EC1）

D15B
- シビック （EF2/4/EG4/8/EK3/EU1/2/ES1/2）
- CR-X （EF6）
- コンチェルト （MA1）
- ドマーニ （MA7/MB3）
- インテグラSJ （EK3）
- キャパ （GA4/6）
- パートナー （EY7）
- CR-X delSol （EG1）
- いすゞ・ジェミニ （MJ3/4）

D16A
- シビック （EK5）
- シビッククーペ （EJ1/7）
- シビックGX （EJ7改）
- ドマーニ （MB4/5）
- パートナー （EY8/9）
- CR-X delSol （EJ4）
- HR-V （GH1/2/3/4）
- ローバー・200（XWD16）
- ローバー・400（XWD16）
- いすゞ・ジェミニ （MJ5/6）
- いすゞ・バーテック （EK・タイ専売）

D17A
- シビック （EU3/4/ES3）
- シビッククーペ  （EM2）
- シビックGX （EN2）
- ストリーム （RN1/2）
- エディックス （BE1/2）